# 233893 Honthyhanna
233893 Honthyhanna è un asteroide della fascia principale. Scoperto nel 2008, presenta un'orbita caratterizzata da un semiasse maggiore pari a 3,9444434 UA e da un'eccentricità di 0,2151410, inclinata di 3,53288° rispetto all'eclittica.
L'asteroide era stato inizialmente battezzato 233893 Mayalin per poi essere corretto nella denominazione attuale. L'eponimo venne poi attribuito all'asteroide 217366 Mayalin.
Inoltre l'eponimo Honthyhanna era stato inizialmente assegnato a 297409 Mållgan che ricevette poi l'attuale denominazione.
L'asteroide è dedicato alla cantante e attrice ungherese Hanna Honthy.